# Kuang-si
Kuang-si (čínsky pchin-jinem Guǎngxī, znaky zjednodušené 广西, tradiční 廣西; čuangsky Gvangjsih), oficiálně Čuangská autonomní oblast Kuang-si (čínsky v českém přepisu Kuang-si Čuang-cu c'-č'-čchü, pchin-jinem Guǎngxī Zhuàngzú Zìzhìqū, znaky zjednodušené 广西壮族自治区; čuangsky Gvangjsih Bouxcuengh Swcigih), je autonomní oblast Čínské lidové republiky ve středojižní Číně. Má rozlohu 236 700 km² a žije v ní přes padesát milionů obyvatel. Hlavním městem je Nan-ning.

## Historie

### Starověká historie
Během období válčících států za dynastie Východní Čou bylo území dnešní Kuang-si obýváno kmeny Paj-jüe, domorodými národy jižní Číny. V oblasti se také nacházeli Čuangové, jejichž hospodářství bylo založeno na závlahovém pěstování rýže. Východní části Kuang-si byly dobyty Chany za dynastie Čchin v roce 214 př. n. l. V této době byl také vybudován kanál Ling, spojující řeky Siang a Kuej. Na sklonku dynastie Čchin v oblasti vznikl nezávislý stát Nan-jüe, který založil generál Čao Tchuo s čuangskou podporou. Stát Nan-jüe existoval až do let 112–111 př. n. l., kdy byl anektován dynastií Chan za vlády císaře Wu-ti. Chanští vládcové svou moc v Kuang-si opírali zejména o nadvládu nad městy Kuej-lin, Wu-čou a Jü-lin.
V roce 42 př. n. l. bylo povstání sester Trưng v Tonkinu potlačeno generálem Ma Jüanem, který v Kuang-si reorganizoval lokální vládu a zasadil se rozvoj veřejných prací, hloubení vodních kanálů a melioraci půdy ke zvýšení zemědělské produkce. Na mnoha místech v Kuang-si lze stále nalézt chrámy postavené na jeho památku.

### Císařská Čína
Během období od konce dynastie Chan až do počátku dynastie Tchang do Kuang-si migrovali Jaové z Ťiang-si a Chu-nanu. Na rozdíl od Čuangů Jaové vzdorovali čínské kultuře, což přispívalo k tamějšímu etnickému napětí. Hornaté oblasti Kuej-pching, Ťin-siou a Siou-žen ve středovýchodním Kuang-si (region Ta-jao-šan), kde se Jaové usadili, se staly centrem chronických nepokojů.
Za dynastie Tchang se Kuang-si stala součástí větší provincie zvané Ling-nan. Známý učenec Liou Cung-jüan byl v této době správcem prefektury Liou-čou. Čuangové, podrážděni čínskou expanzí, se přiklonili ke království Nan-čao v Jün-nanu. Kuang-si tak bylo rozděleno mezi území pod nadvládou Čuangů, na západ od Kuej-linu a Nan-ningu, a území pod čínskou nadvládou na východě. Po zániku říše Tchang, během období pěti dynastií a deseti říší, na území Kuang-si existoval stát Jižní Chan. Ten poté roku 971 podlehl říši Sung.
V roce 1052 zde vyvolal čuangský vůdce Nung Č'-kao povstání a založil nezávislé království. Vzpoura sice byla o rok později potlačena, ale v regionu nadále přetrvávala nespokojenost. Mezietnické vztahy se v Kuang-si nadále komplikovaly s příchodem národa Miao z Kuej-čou a s další migrací Čuangů z Ťiang-si a Chu-nanu. Za dynastie Jüan, roku 1274, se území Kuang-si stalo součástí provincie Chu-kuang.
Dynastie Ming, tváří v tvář složité situaci, aktivně podporovala vojenskou kolonizaci regionu ve snaze podkopat kmenový způsob života. Menšinovým národům se snažila vládnout také s pomocí systému dědičných úřadů tchu-s'. Tento přístup ale vedl k některým z nekrvavějších konfliktů v Kuang-si, zejména válce s kmeny Jao během povstání u Velké ratanové soutěsky v roce 1465 poblíž Kuej-pchingu. V roce 1726 dynastie Čching převedla menšiny v Kuang-si pod přímou císařskou vládu, nicméně ani to nebylo garancí míru. V roce 1831 vypuklo povstání Jaoů, poté povstání tchaj-pchingů v roce 1850.

### Moderní dějiny
Série incidentů, včetně popravy francouzského misionáře Auguste Chapdelainena v západním Kuang-si, vedla k francouzské účasti během druhé opiové války v roce 1857. Po čínsko-francouzské válce v letech 1884–1885 a následném ustavení francouzské nadvlády nad Vietnamem bylo Kuang-si vystaveno cizímu vlivu. V roce 1889 bylo město Lung-čou zpřístupněno zahraničnímu obchodu, dále Wu-čou v roce 1897 a následně Nan-ning v roce 1907. Kuang-si od roku 1898 spadalo do sféry vlivu Francie.

#### Konec císařství a Čínská republika
Na počátku 20. století bylo Kuang-si, spolu se sousedním Kuang-tungem, základnou Sunjatsenovy nacionalistické revoluce. V letech 1906–1916 provinční vůdcové v Kuang-si podporovali zřízení republiky a sehráli významnou roli v reorganizaci Kuomintangu, Čínské národní strany. Po vzestupu Čankajška k moci v roce 1927 zformovali čelní představitelé Kuang-si (zejména Li Cung-žen a Li Ťi-šen) opoziční kliku.

#### Druhá světová válka
Během druhé světové války se Kuang-si stalo významným cílem japonského útoku. Japonci podnikli invazi do jižního Kuang-si v roce 1939 a obsadili města Nan-ning a Lung-čou. V roce 1944 japonské síly v Kuang-si podnikly rozhodující kampaň a ačkoliv se jim nakrátko podařilo obsadit hlavní město Kuej-lin, tak své pozice nebyly schopné udržet. Čínské jednotky později znovuobsadily všechna velká města. Po znovuvypuknutí bojů mezi komunity a nacionalisty v rámci čínské občanské války zůstalo Kuang-si pod vládou Kuomintangu až do roku 1949. 

#### Čínská lidová republika
Komunistické síly se zmocnily Kuej-linu v listopadu 1949 a Kuang-si se stalo součástí Čínské lidové republiky. V roce 1958 Kuang-si obdrželo status autonomní oblasti vzhledem k vysokému podílu národnostních menšin.

## Geografie

### Poloha
Kuang-si leží na jihu Číny v oblasti Jihočínské hornatiny. Na západě hraničí s provincií Jün-nan, na severu s provincií Kuej-čou, na severovýchodě s provincií Chu-nan, na východě a jihovýchodě s provincií Kuang-tung a na jihozápadě hraničí s Vietnamem. Z jihu je Kuang-si omývána Jihočínským mořem, konkrétně vodami Tonkinského zálivu. Regionálně spadá do středojižní Číny.

### Povrch

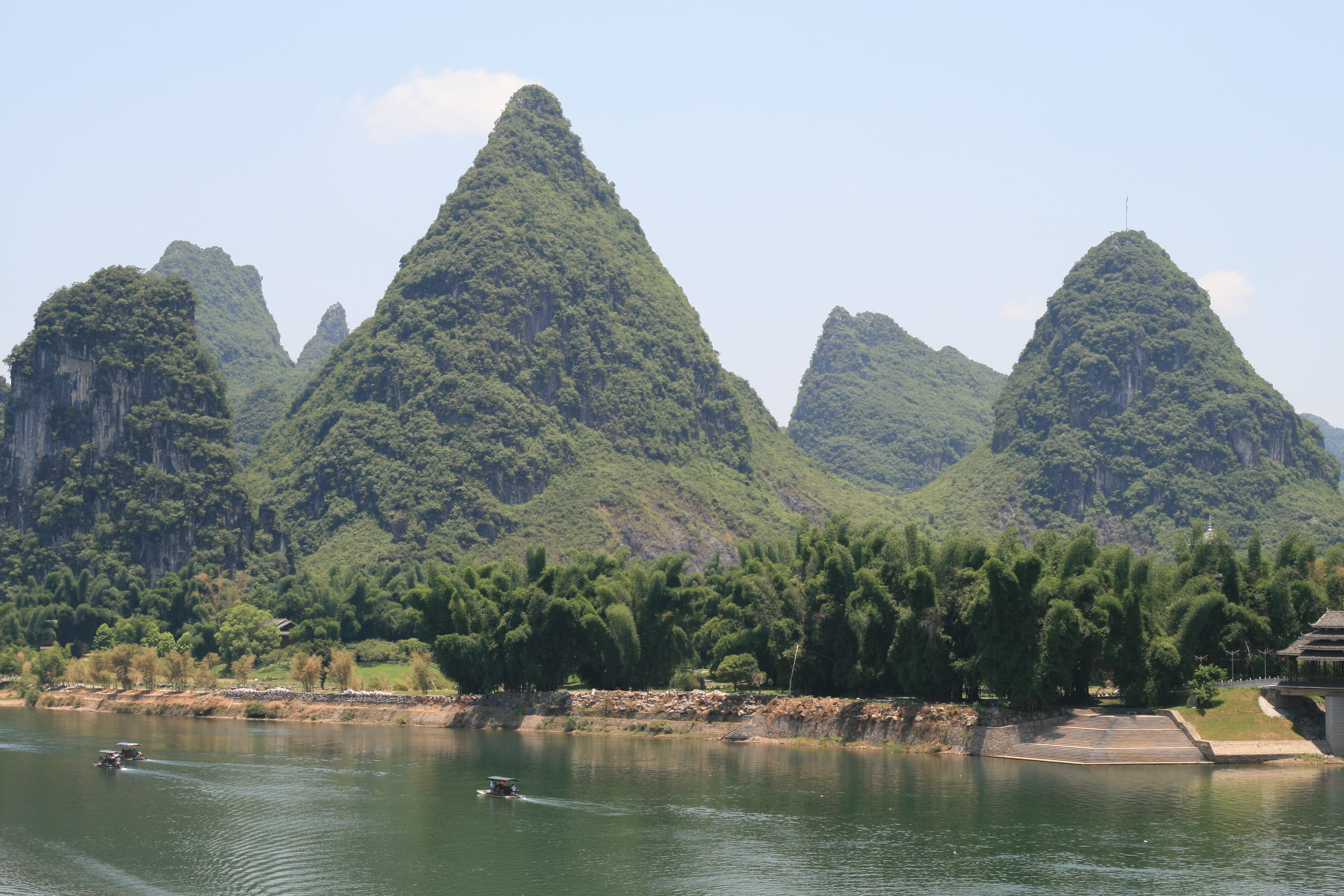
Krasové útvary u řeky Li

Kuang-si se rozkládá ve velmi rozmanitém pásu Jihočínské hornatiny, konkrétně v její části Liangkuangské hornatině (čínsky pchin-jinem liǎngguǎng qiūlíng, znaky zjednodušené 两广丘陵). Povrch oblasti samotné je částečně hornatý, především na severozápadě, v oblasti Jünnansko-kuejčouské vysočiny, a na severovýchodě, kde hranici oblasti s provincií Chu-nan tvoří pohoří Nan-ling. 
37,8 % povrchu Kuang-si pokrývají krasové oblasti.
Nejvyšším vrcholem Kuang-si je Kočičí hora (2142 m n. m.), nacházející se v pohoří Jüe-čcheng, součásti Nan-lingu.

#### Významná pohoří
Jihozápadní krajině dominuje pohoří Š'-wan (čínsky pchin-jinem Shíwàn dàshān, znaky zjednodušené 十万大山) táhnoucí se od města Čchin-čou, podél Tonkinského zálivu, až k hranici s Vietnamem. Na pomezí okresů Šang-s' a Fu-suej se rozprostírá hřbet S'-fang, oddělená součást pohoří Š'-wan. 
V západní a severozápadní části Kuang-si se nachází okraj Jünnansko-kuejčouské vysočiny, z níž v jihovýchodním směru vystupuje množství pohoří a horských hřbetů. Mezi nejvýraznější patří například pohoří Ťiou-wan (čínsky pchin-jinem Jiǔwàn dàshān, znaky zjednodušené 九万大山), rozkládající se na pomezí městských prefektur Che-čch' a Liou-čou, pohoří Feng-chuang (čínsky pchin-jinem Fènghuáng shān, znaky zjednodušené 凤凰山), táhnoucí se západně od města Che-čch', a pohoří Tu-jang (čínsky pchin-jinem Dūyáng shān, znaky zjednodušené 都阳山), nacházející se v oblasti horního toku řeky Chung-šuej.
Do severovýchodu Kuang-si zasahuje pohoří Nan-ling (čínsky pchin-jinem Nánlǐng, znaky 南岭; česky Jižní pohoří) a součásti jeho horského systému: hřbet Jüe-čcheng (čínsky pchin-jinem Yuèchéng lǐng, znaky zjednodušené 越城岭), ve kterém se nachází Kočičí hora, nejvyšší vrchol celé oblasti, pohoří Chaj-jang, hřbet Tu-pchang, a hřbet Meng-ču, táhnoucí se od města Che-čou k hranici s provincií Chu-nan. Tato dílčí pohoří se táhnou v severojižním směru a vymezují hranici mezi Kuang-si a provincií Chu-nan.
Na jihovýchodu Kuang-si se nachází pohoří Jün-kchaj (čínsky pchin-jinem Yúnkāi dàshān, znaky zjednodušené 云开大山), tvořící hranici s provincií Kuang-tung, a dále také Liou-wan-ta-šan a Ta-žung-šan. V oblasti mezi těmito třemi pohořími se nachází město Jü-lin.

### Podnebí
Kuang-si leží v subtropickém podnebném pásu, panuje v něm vlhké subtropické podnebí (dle Köppenovy klasifikace podnebí typy Cfa a Cwa). Léta jsou dlouhá, zimy krátké. V létě je podnebí horké a vlhké, ovlivňované monzuny, zimy jsou mírné. Průměrná roční teplota se ve většině Kuang-si pohybuje mezi 16 °C – 23 °C, především díky vyrovnaným letním a zimním teplotám. Nejvyšší roční teploty se pohybují mezi 33.7 °C a 42.5 °C, nejnižší mezi -8.4 °C a -2.9 °C. Průměrný roční úhrn srážek je v Kuang-si 1070 mm.

### Vodstvo

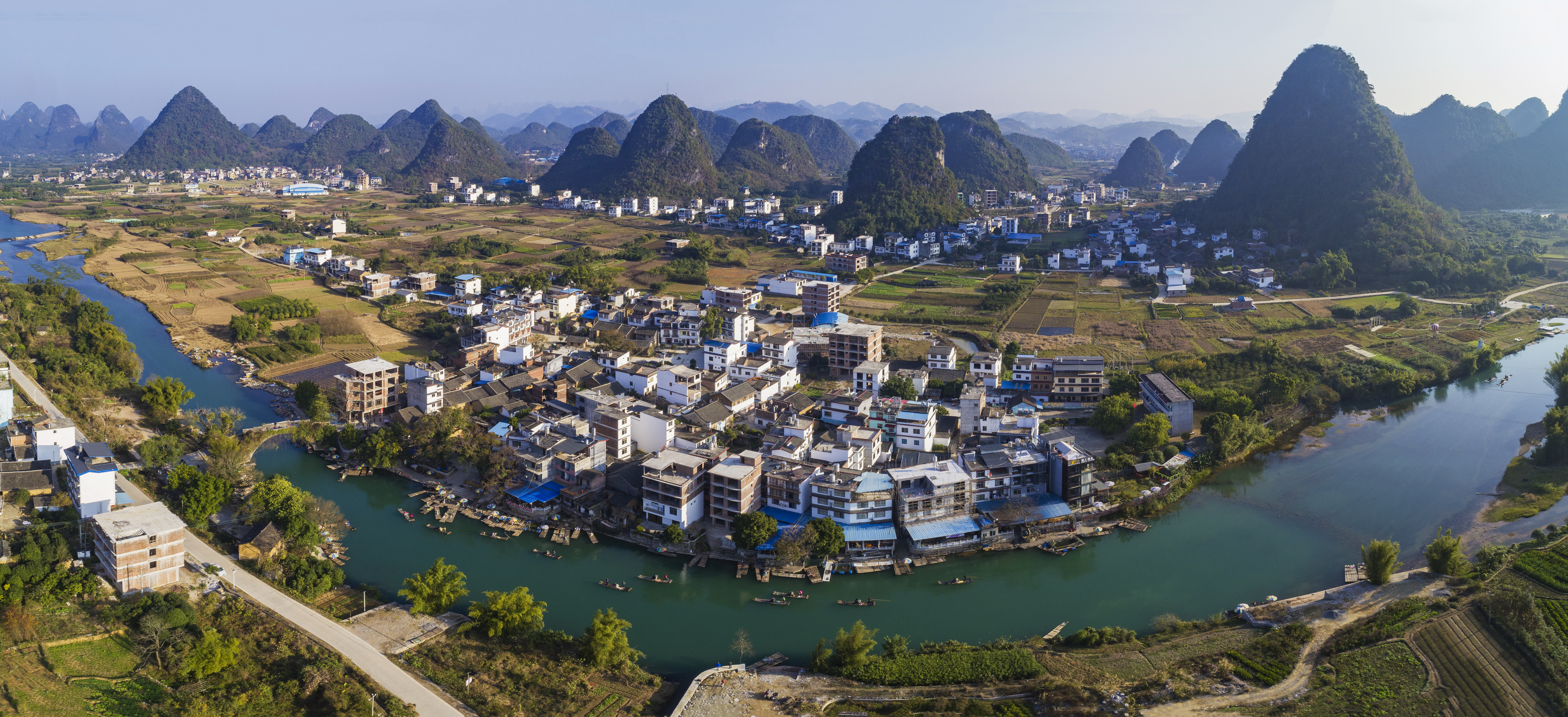
Řeka Jü-lung, přítok řeky Li

Kuang-si protíná množství řek, z nichž většina jsou přítoky do povodí Si-ťiang, neboli Západní řeky.
- Si-ťiang je u města Wu-čou tvořena soutokem řek Kuej (Kuej-ťiang) a Sün (Sün-ťiang)
  - Kuej-ťiang přitéká ze severu, kde je u města Pching-le tvořena soutokem řek Li, Lipu a Čcha.
    - Řeka Li protéká městem Kuej-lin a pramení v pohoří Jüe-čcheng severně od něj.

  - Sün-ťiang je sice dlouhá jen necelých 150 km, nicméně odvodňuje většinu oblasti Kuang-si. Vzniká soutokem řek Jü (Jü-ťiang) a Čchien (Čchien-ťiang) u města Kuej-pching.
    - Jü-ťiang vzniká soutokem řek Jou a Cuo západně od Nan-ningu, hlavního města Kuang-si, kterým protéká pod jménem Jung-ťiang.
      - Jou-ťiang teče na jihovýchod od svých zdrojnic poblíž města Paj-se.
      - Cuo-ťiang teče na severovýchod od svých zdrojnic ve Vietnamu

    - Čchien-ťiang, severnější ze dvou řek, vzniká soutokem řeky Liou a objemnější řeky Chung-šuej (Chung-šuej-che).
      - Liou-ťiang protéká městem Liou-čou, je tvořena soutokem řek Žung a Lung u města Feng-šan.
        - Žung-ťiang pramení v provincii Kuej-čou, protéká městem Che-čch' pod jménem Ťin-čcheng-ťiang.
        - Lung-ťiang protéká městem Žung-šuej, pramení v horách na severu Kuang-si

      - Chung-šuej-che, dlouhá 638 km, je jednou z nejvýznamnějších řek v Kuang-si. Je zde vybudováno množství přehradních nádrží s vodními elektrárnami. Vzniká soutokem řek Pej-pchan a Nan-pchan na hranici s provincií Kuej-čou

Mezi další řeky, které nejsou součástí povodí Si-ťiangu, patří například Nan-liou-ťiang či Čchin-ťiang.
- Nan-liou-ťiang pramení severně od města Jü-lin, kterým protéká. Teče na jih a ústí do Jihočínského moře u města Pej-chaj.
- Čchin-ťiang protéká městem Čchin-čou a ústí do Jihočínského moře.

### Fauna a flóra
Velkou část území pokrývají lesy, kde roste vzácná reliktní dřevina Cathaya argyrophylla.

## Administrativní členění
| Mapa oblasti | Název (čínsky)     | Název (čínsky)     | Název (čínsky)     | Sídelní městský obvod | Počet obyvatel (2020) |
| Mapa oblasti | český přepis       | znaky              | pchin-jin          | Sídelní městský obvod | Počet obyvatel (2020) |
| --- | ------------------ | ------------------ | ------------------ | --------------------- | --------------------- |
| Nan-ning Liou-čou Kuej-lin Wu-čou Pej-chaj Fang-čcheng-kang Čchin-čou Kuej-kang Jü-lin Paj-se Che-čou Che-čch' Laj-pin Čchung-cuo | Městská prefektura | Městská prefektura | Městská prefektura | Městská prefektura    | Městská prefektura    |
| Nan-ning Liou-čou Kuej-lin Wu-čou Pej-chaj Fang-čcheng-kang Čchin-čou Kuej-kang Jü-lin Paj-se Che-čou Che-čch' Laj-pin Čchung-cuo | Paj-se             | 百色市             | Bǎisè Shì          | Jou-ťiang             | 3 571 505             |
| Nan-ning Liou-čou Kuej-lin Wu-čou Pej-chaj Fang-čcheng-kang Čchin-čou Kuej-kang Jü-lin Paj-se Che-čou Che-čch' Laj-pin Čchung-cuo | Che-čch’           | 河池市             | Héchí Shì          | Ťin-čcheng-ťiang      | 3 417 945             |
| Nan-ning Liou-čou Kuej-lin Wu-čou Pej-chaj Fang-čcheng-kang Čchin-čou Kuej-kang Jü-lin Paj-se Che-čou Che-čch' Laj-pin Čchung-cuo | Liou-čou           | 柳州市             | Liǔzhōu Shì        | Čcheng-čung           | 4 157 934             |
| Nan-ning Liou-čou Kuej-lin Wu-čou Pej-chaj Fang-čcheng-kang Čchin-čou Kuej-kang Jü-lin Paj-se Che-čou Che-čch' Laj-pin Čchung-cuo | Kuej-lin           | 桂林市             | Guìlín Shì         | Siang-šan             | 4 931 137             |
| Nan-ning Liou-čou Kuej-lin Wu-čou Pej-chaj Fang-čcheng-kang Čchin-čou Kuej-kang Jü-lin Paj-se Che-čou Che-čch' Laj-pin Čchung-cuo | Che-čou            | 贺州市             | Hézhōu Shì         | Pa-pu                 | 2 007 858             |
| Nan-ning Liou-čou Kuej-lin Wu-čou Pej-chaj Fang-čcheng-kang Čchin-čou Kuej-kang Jü-lin Paj-se Che-čou Che-čch' Laj-pin Čchung-cuo | Čchung-cuo         | 崇左市             | Chóngzuǒ Shì       | Ťiang-čou             | 2 088 692             |
| Nan-ning Liou-čou Kuej-lin Wu-čou Pej-chaj Fang-čcheng-kang Čchin-čou Kuej-kang Jü-lin Paj-se Che-čou Che-čch' Laj-pin Čchung-cuo | Nan-ning           | 南宁市             | Nánníng Shì        | Čching-siou           | 8 741 584             |
| Nan-ning Liou-čou Kuej-lin Wu-čou Pej-chaj Fang-čcheng-kang Čchin-čou Kuej-kang Jü-lin Paj-se Che-čou Che-čch' Laj-pin Čchung-cuo | Laj-pin            | 来宾市             | Láibīn Shì         | Sing-pin              | 2 074 611             |
| Nan-ning Liou-čou Kuej-lin Wu-čou Pej-chaj Fang-čcheng-kang Čchin-čou Kuej-kang Jü-lin Paj-se Che-čou Che-čch' Laj-pin Čchung-cuo | Kuej-kang          | 贵港市             | Guìgǎng Shì        | Kang-pej              | 4 316 262             |
| Nan-ning Liou-čou Kuej-lin Wu-čou Pej-chaj Fang-čcheng-kang Čchin-čou Kuej-kang Jü-lin Paj-se Che-čou Che-čch' Laj-pin Čchung-cuo | Wu-čou             | 梧州市             | Wúzhōu Shì         | Wan-siou              | 2 820 977             |
| Nan-ning Liou-čou Kuej-lin Wu-čou Pej-chaj Fang-čcheng-kang Čchin-čou Kuej-kang Jü-lin Paj-se Che-čou Che-čch' Laj-pin Čchung-cuo | Fang-čcheng-kang   | 防城港市           | Fángchénggǎng Shì  | Kang-kchou            | 1 046 068             |
| Nan-ning Liou-čou Kuej-lin Wu-čou Pej-chaj Fang-čcheng-kang Čchin-čou Kuej-kang Jü-lin Paj-se Che-čou Che-čch' Laj-pin Čchung-cuo | Čchin-čou          | 钦州市             | Qīnzhōu Shì        | Čchin-nan             | 3 302 238             |
| Nan-ning Liou-čou Kuej-lin Wu-čou Pej-chaj Fang-čcheng-kang Čchin-čou Kuej-kang Jü-lin Paj-se Che-čou Che-čch' Laj-pin Čchung-cuo | Pej-chaj           | 北海市             | Běihǎi Shì         | Chaj-čcheng           | 1 853 227             |
| Nan-ning Liou-čou Kuej-lin Wu-čou Pej-chaj Fang-čcheng-kang Čchin-čou Kuej-kang Jü-lin Paj-se Che-čou Che-čch' Laj-pin Čchung-cuo | Jü-lin             | 玉林市             | Yùlín Shì          | Jü-čou                | 5 796 766             |

## Politika
Politický systém oblasti je de facto strukturován jako systém vlády jedné strany, Komunistické strany Číny, podobně jako tomu je na celostátní úrovni.
Vrcholným výkonným orgánem oblasti je Lidová vláda, v jejímž čele stojí předseda, nominálně nejvýše postavený představitel autonomní oblasti. Předseda lidové vlády zpravidla bývá zástupcem tajemníka stranického výboru, tedy až druhým nejvýše postaveným stranickým hodnostářem v oblasti. Fakticky je tak předseda vlády podřízen stranickému tajemníkovi.
| Předsedové lidové vlády Čuangské autonomní oblasti Kuang-si 1. Čang Jün-i (1949–1953) 2. Čchen Man-jüan (1953–1958) 3. Wej Kuo-čching (1958–1975) 4. An Pching-šeng (安平生) (1975–1977) 5. Čchiao Siao-kuang (1977–1979) 6. Čchin Jing-ťi (覃应机) (1979–1983) 7. Wej Čchun-šu (韦纯束) (1983–1990) 8. Čcheng Kche-ťie (1990–1998) 9. Li Čao-čuo (1998–2003) 10. Lu Ping (2003 – prosinec 2007) 11. Ma Piao (prosinec 2007 – březen 2013) 12. Čchen Wu (březen 2013 – 19. října 2020) 13. Lan Tchien-li (19. října 2020 – úřadující) | Tajemníci výboru Komunistické strany Číny Čuangské autonomní oblast Kuang-si 1. Čang Jün-i 1949–1953 2. Čchen Man-jüan (陈漫远) (1953–1957) 3. Liou Ťien-sün (刘建勋) (1957–1961) 4. Wej Kuo-čching (1960–1966) 5. Čchiao Siao-kuang (乔晓光) (1966–1967) 6. Wej Kuo-čching (1970–1975) 7. An Pching-šeng (安平生) (1975–1977) 8. Čchiao Siao-kuang (乔晓光) (1977–1985) 9. Čchen Chuej-kuang (陈辉光) (1985–1990) 10. Čao Fu-lin (赵富林) (1990–1997) 11. Cchao Po-čchun (1997–2006) 12. Liou Čchi-pao (2006–2007) 13. Kuo Šeng-kchun (2007–2012) 14. Pcheng Čching-chua (2012–2018) 15. Lu Sin-še (2018 – 19. října 2021) 16. Liu Ning (19. října 2021 – úřadující) |

## Ekonomika
V roce 2021 dosáhl hrubý domácí produkt Kuang-si 2,47 biliony jüanů (~8,8 bilionů CZK) a zaznamenal tak meziroční růst 3,7 %. Důležitým přístavem je Pej-chaj, v jeho okolí byla zřízena zvláštní ekonomická zóna. Významný je turistický ruch: cílem návštěvníků je starobylé město Kuej-lin, Jihočínská krasová oblast a hornatý region Lung-šeng, v nichž domorodci obdělávají terasová pole a udržují starobylé zvyky. 
Kuang-si je dlouhodobým hostitelem China-ASEAN Expo a častým pořadatelem konferencí jako je Pan-Beibu Gulf Economic Cooperation Forum.

### Zemědělství
Zemědělství je soustředěno v říčních údolích a na vápencových pláních, celkem je tedy obdělávána pouze malá část oblasti. Tam, kde je to možné, jsou svahy upraveny na terasovitá pole. Od 50. let 20. století postupně dochází k nárůstu rozlohy obdělávané plochy, zlepšování zavlažování a k vyšší míře využívání zemědělské techniky. Mezi hlavní pěstované plodiny patří rýže setá, kukuřice, pšenice a povijnice batátová. Hlavní komerční plodinou je cukrová třtina, dále je také pěstována podzemnice olejná, sezam, ramie, tabák, čaj, bavlna a indigovník. Kuang-si je také významným producentem široké škály ovoce. Chov hospodářských zvířat má spíše doplňkový charakter. Buvoli domácí se dříve využívali jako tažná zvířata na rýžových polích, v současnosti již v menší míře. Chována jsou také prasata, kuřata, kachny a kozy. Na mnoha místech se chová i bourec morušový. Kuang-si je největším producentem kenafu a badyánu. 

### Průmysl
Rozsáhlá je těžba dřeva, nacházejí se zde i manganové a bauxitové doly. Průmysl je v Kuang-si rozvinutý méně než v jiných čínských regionech, největší továrnou je automobilka SGMW v Liou-čou.

#### Průmyslové parky
- Beibu Gulf Economic Zone
- Beihai National High-tech Industrial Development Zone
- Guilin National Hi-tech Industrial Development Zone
- Nanning Economic & Technological Development Area
- Nanning National Hi-Tech Industrial Development Zone

## Doprava

### Silniční
- Dálnice G59 Chöch chot – Pej-chaj (vede z Chu-nanu na jih, přes Kuej-lin a Jü-lin do Pej-chaje)
- Dálnice G65 Pao-tchou – Mao-ming (vede z Chu-nanu na jih, přes Kuej-lin a Wu-čou do Mao-mingu v sousední provincii Kuang-tung)
- Dálnice G69 Jin-čchuan – Paj-se (vede z Kuej-čou na jih, přes okresy Le-jie a Ling-jün do Paj-se)
- Dálnice G72 Čchüan-čou – Nan-ning (vede z Chu-nanu na jihozápad, přes Kuej-lin a Che-čou do Nan-ningu, hlavního města Kuang-si)
- Dálnice G75 Lan-čou – Chaj-kchou (vede z Kuej-čou na jih, přes Che-čch' do Nan-ningu, dále na východ přes Čchin-čou a Pej-chaj do prefektury Čan-ťiang v Kuang-tungu)
- Dálnice G76 Sia-men – Čcheng-tu (vede z Chu-nanu na západ přes prefekturu Kuej-lin do autonomního kraje Čchien-tung-nan v provincii Kuej-čou)
- Dálnice G78 Šan-tchou – Kchun-ming (vede z Kuang-tungu na západ přes Che-čou, Liou-čou, Che-čch' a Paj-se do autonomního kraje Čchien-nan v provincii Kuej-čou)
- Dálnice G80 Kanton – Kchun-ming (vede z Kuang-tungu na západ přes Jü-lin, Nan-ning a Paj-se do autonomního kraje Wen-šan v provincii Jün-nan)
- Dálnice G7211 Nan-ning – Jou-ji-kuan (vede z Nan-ningu na jihozápad, přes Čchung-cuo k čínsko-vietnamské hranici)
- Dálnice G7511 Čchin-čou – Tung-sing (vede z Čchin-čou na jihozápad, přes Fang-čcheng-kang k čínsko-vietnamské hranici)

### Letecká
Nejrušnějším letištěm v Kuang-si je Mezinárodní letiště Nan-ning Wu-sü, obsluhující oblast hlavního města Nan-ningu. V roce 2021 bylo 28. nejrušnějším letištěm v Číně. Druhým mezinárodním letištěm v Kuang-si je Mezinárodní letiště Kuej-lin Liang-ťiang, nacházející se na severu autonomní oblasti u města Kuej-lin. Letiště bylo otevřeno v roce 1996, aby nahradilo Letiště Kuej-lin Čchi-feng-ling. To nadále slouží výhradně jako letecká základna Letectva Čínské lidové osvobozenecké armády.
V Kuang-si se dále nachází Letiště Paj-se Pa-ma, Letiště Pej-chaj Fu-čcheng, Letiště Che-čch' Ťin-čcheng-ťiang, Letiště Liou-čou Paj-lien, Letiště Jü-lin Fu-mien a Letiště Wu-čou Si-ťiang, které v roce 2019 nahradilo starší Letiště Wu-čou Čchang-čou-tao.

### Železniční

#### Vysokorychlostní tratě

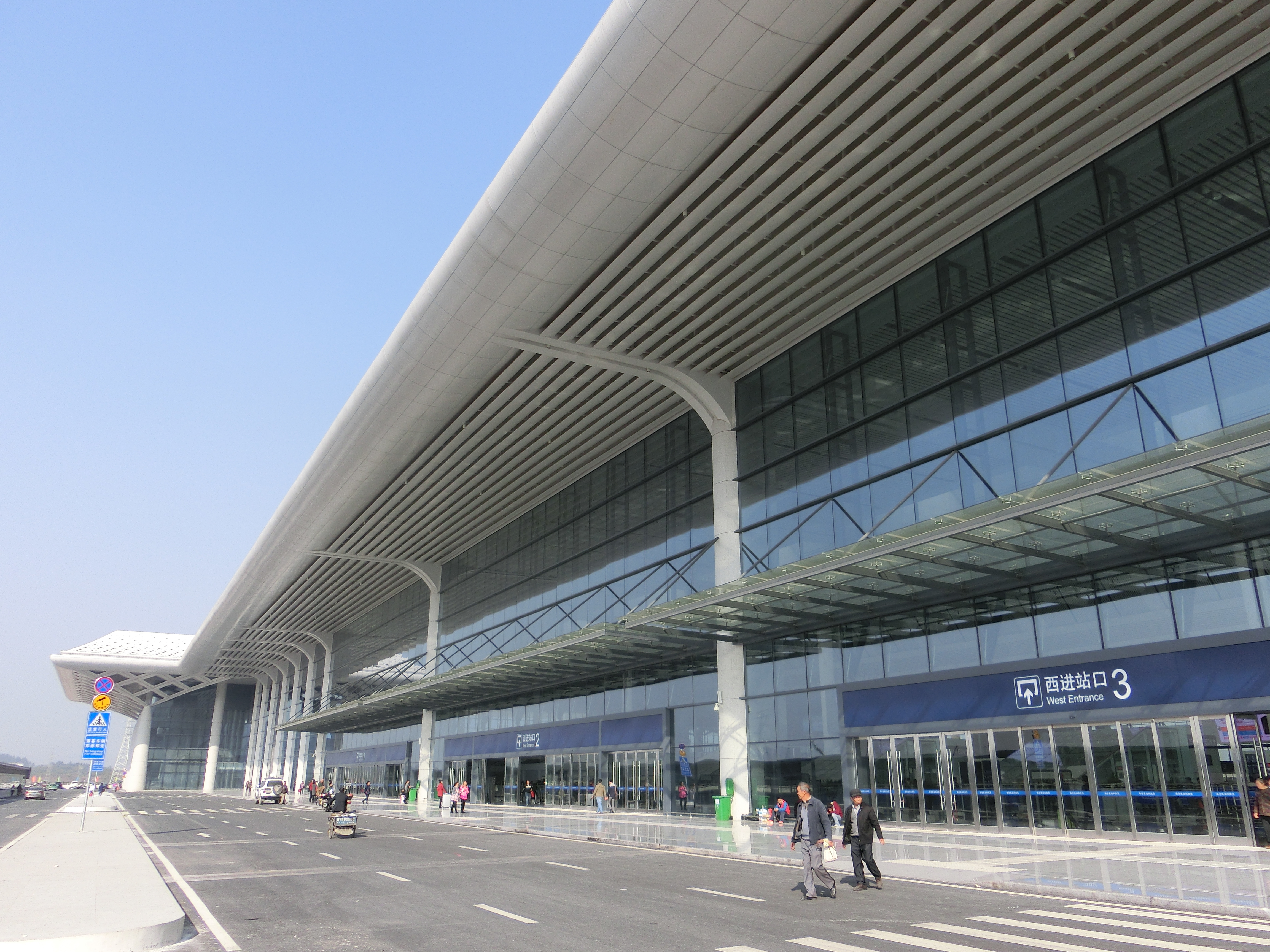
Exteriér vlakového nádraží Nan-ning jih, nového nádraží pro vysokorychlostní vlaky v Nan-ningu, hlavním městě autonomní oblasti Kuang-si

Autonomní oblastí Kuang-si prochází pět vysokorychlostních železničních koridorů, které jsou součástí čínské sítě „osmi vertikálních a osmi horizontálních“ vysokorychlostních koridorů. Jedná se o čtyři koridory procházející Čínou v severojižním směru, tedy tzv. „vertikály“ – jmenovitě pobřežní koridor, koridor Chöch chot – Nan-ning, koridor Pao-tchou (Jin-čchuan) – Chaj-nan a koridor Lan-čou (Si-ning) – Kanton – a jeden koridor „horizontální“, tedy ve směru z východu na západ, jmenovitě koridor Kanton – Kchun-ming.
Pobřežní koridor zasahuje pouze krátce do těch nejjižnějších – pobřežních – částí Kuang-si. Vede ze sousední provincie Kuang-tung na západě a táhne se na východ, směrem k hranici s Vietnamem, kde také celý koridor končí. První úsekem tohoto koridoru v Kuang-si bude plánovaná vysokorychlostní trať Che-pchu – Čan-ťiang. Ve stanici Che-pchu naváže na vysokorychlostní trať Čchin-čou – Pej-chaj, a dále na vysokorychlostní trať Čchin-čou – Fang-čcheng-kang, které jsou obě v provozu již od roku 2013. Posledním úsekem pobřežního koridoru jak v Kuang-si, tak jako celku, bude vysokorychlostní trať Fang-čcheng-kang – Tung-sing, vedoucí do města Tung-sing na vietnamské hranici. Do provozu by měla být uvedena v roce 2023.
Koridor Chöch chot – Nan-ning do Kuang-si vstupuje ze severovýchodu, ze sousední provincie Chu-nan. Jeho součástmi v Kuang-si jsou prozatím vysokorychlostní trať Cheng-jang – Liou-čou, a meziměstská trať Liou-čou – Nan-ning. V prosinci 2022 by měla být uvedena do provozu nová vysokorychlostní trať Nan-ning – Cheng-jang, 665 km dlouhá trať projektovaná pro provoz při rychloti 350 km/h.
Koridor Pao-tchou (Jin-čchuan) – Chaj-nan vede ze severu, z provincie Kuej-čou. Její první úsek na území Kuang-si, vysokorychlostní trať Kuej-jang – Nan-ning, spojující hlavní města Kuej-čou a Kuang-si, by měl být zprovozněna v roce 2023. Dalšími úseky koridoru jsou vysokorychlostní trať Nan-ning – Čchin-čou, vysokorychlostní trať Čchin-čou – Che-pchu a plánovaná vysokorychlostní trať Che-pchu – Čan-ťiang, která bude společná také pro pobřežní koridor.
Jediný, avšak dlouhý úsek koridoru Lan-čou (Si-ning) – Kanton, který zasahuje do autonomní oblasti Kuang-si a celou ji protíná ze seveozápadu na jihovýchod, je vysokorychlostní trať Kuej-jang – Kanton. Trať je v provozu od roku 2014 a spojuje Kanton, hlavní město provincie Kuang-tung, a Kuej-jang, hlavní město provincie Kuej-čou. V Kuang-si prochází městskými prefekturami Liou-čou, Kuej-lin a Che-čou.
Koridor Kanton – Kchun-ming vede z kuangtungské metropole Kantonu na západ, přes Kuang-si do provincie Jün-nan. V porovozu jsou oba úseky tohoto koridoru, přičemž oba zasahují na území Kuang-si. Jedná se o vysokorychlostní trať Nan-ning – Kanton, zprovozněnou v roce 2014, zajišťující spojení mezi nádražím Nan-ning a nádražím Kanton jih, a vysokorychlostní trať Nan-ning – Kchun-ming, zprovozněnou ve dvou fázích v letech 2015 a 2016, spojující Nan-ning s hlavním městem Jün-nanu, Kchun-mingem.
Ve výstavbě je také vysokorychlostní trať Nan-ning – Pching-siang, směřující k hranici s Vietnamem na jihozápadě provincie.

#### Konvenční tratě

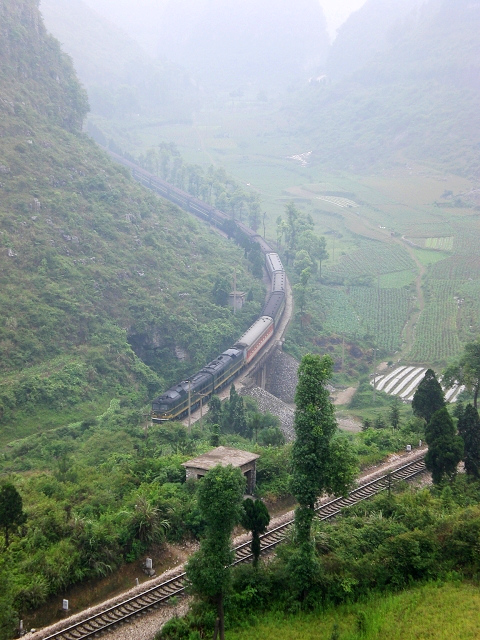
Železniční trať Kuej-čou – Kuang-si poblíž stanice La-ji v okrese Nan-tan, v prefektuře Che-čch’ v Kuang-si

- železniční trať Kuej-čou – Kuang-si
- železniční trať Chu-nan – Kuang-si
- železniční trať Ťiao-cuo – Liou-čou
- železniční trať Li-tchang – Čchin-čou
- železniční trať Li-tchang – Čan-ťiang
- železniční trať Liou-čou – Wu-čou
- železniční trať Luo-jang – Čan-ťiang
- železniční trať Nan-ning – Kchun-ming

### Monorail
Ve městě Kuej-lin je plánována výstavba nadzemní monorail dráhy. Celý monorail v Kuej-linu by měl sestávat ze sedmi linek o celkové délce 273,2 km, z čehož by 189,3 km bylo přímo v městě. Obsluhováno bude 117 stanic, z nichž 11 bude přestupných. Prvních šest linek a 100 stanic by mělo být postaveno do roku 2030 a ve 40. letech 21. století by měla být zprovozněna celá síť.

### Metro

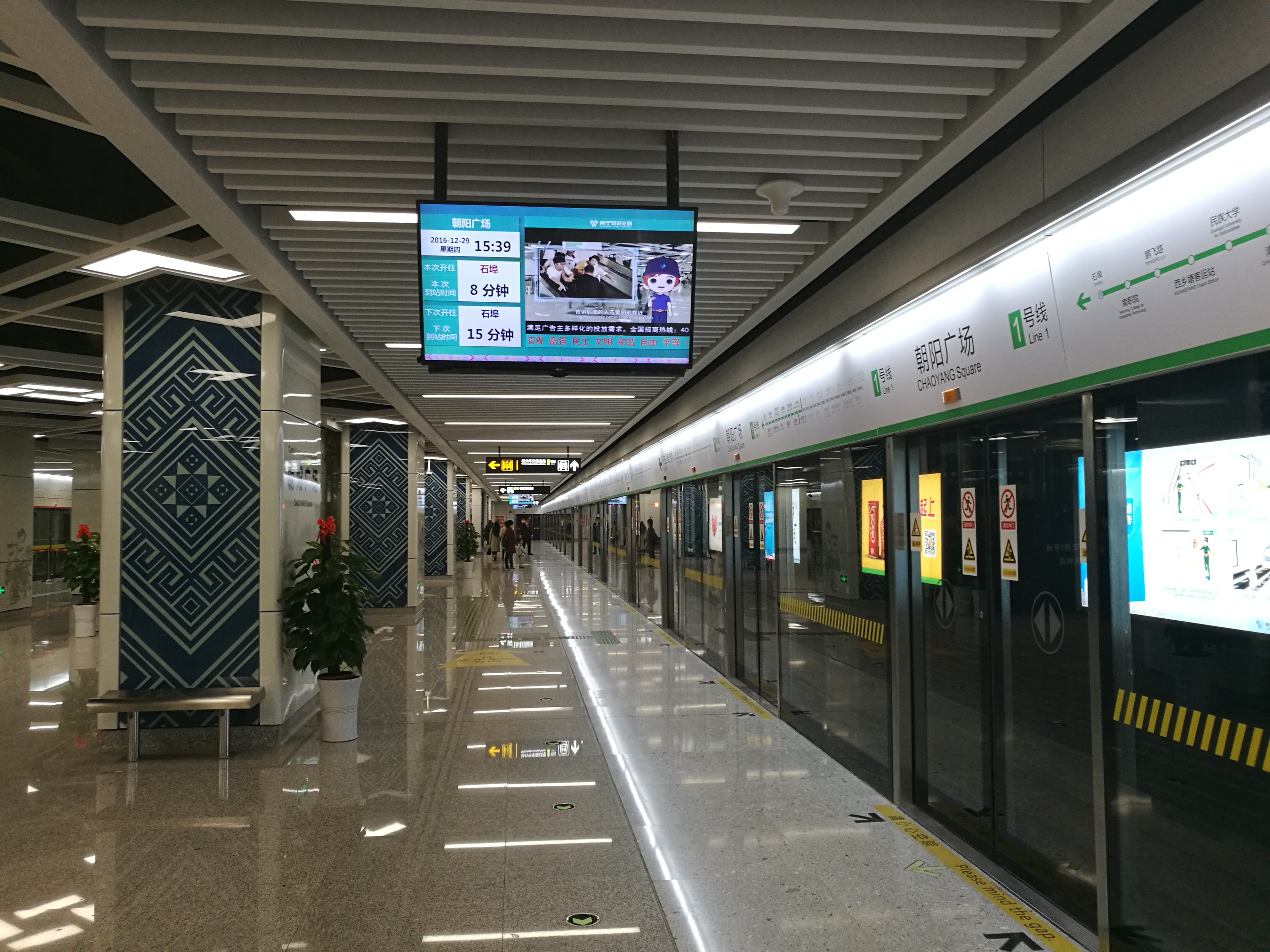
Metro v Nan-ningu, stanice Náměstí Čchao-jang

Systém metra je od roku 2016 je v provozu v Nan-ningu, hlavním městě autonomní oblasti Kuang-si. V roce 2021 bylo na pěti linkách o celkové délce 128 km obsluhováno 101 stanic.